# اس‌تی‌اس-۴۱-سی
اس‌تی‌اس-۴۱-سی (انگلیسی: STS-41-C) یکی از ماموریت‌های برنامه شاتل‌های فضایی بود که در تاریخ ۶ آوریل ۱۹۸۴ از پایگاه فضایی کندی به فضا پرتاب شد. این مأموریت پنجمین مأموریت شاتل چلنجر بود که در آن ۵ فضانورد در مدت حدود یک هفته در آن به اقامت پرداختند.

## نگارخانه

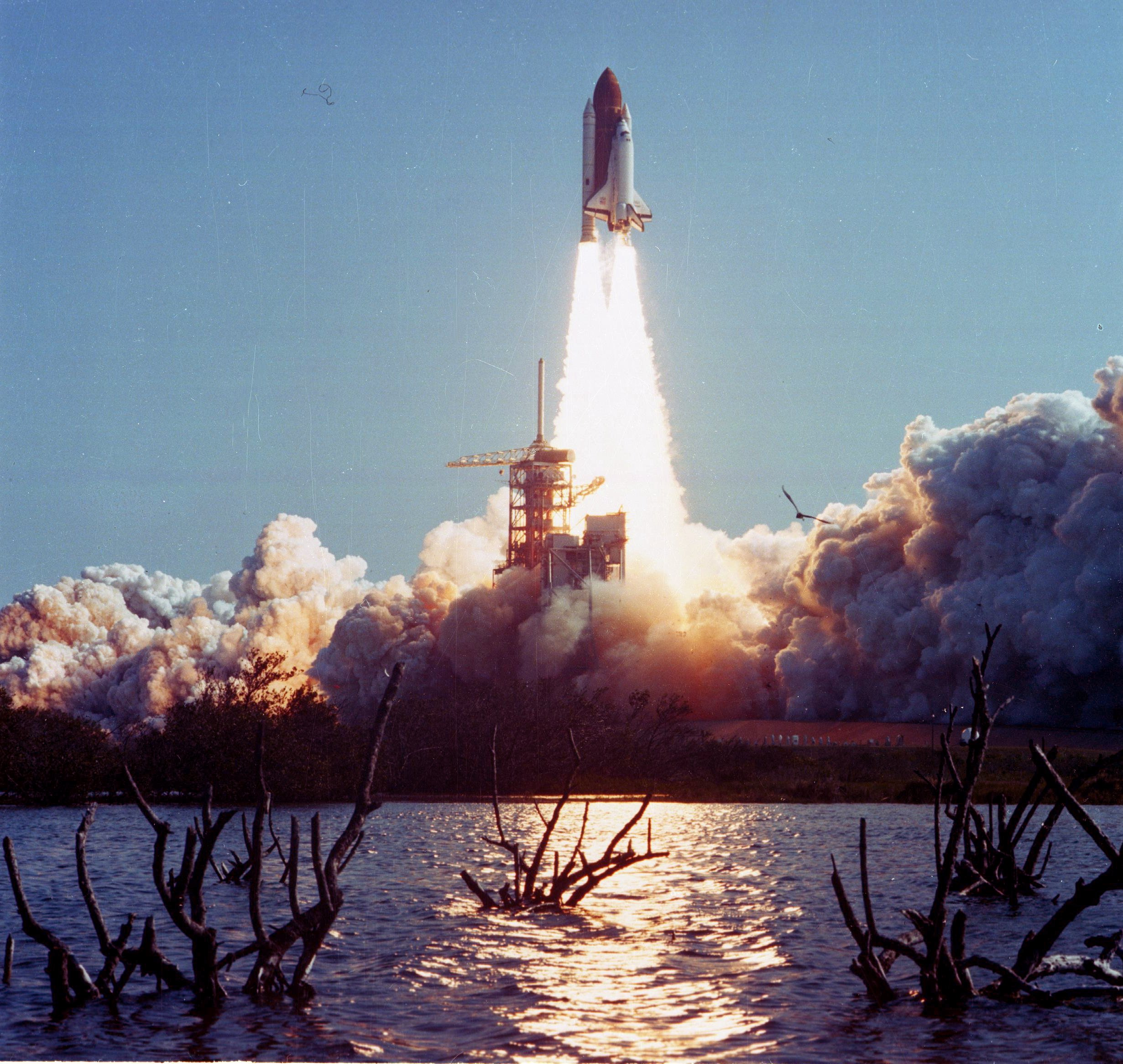
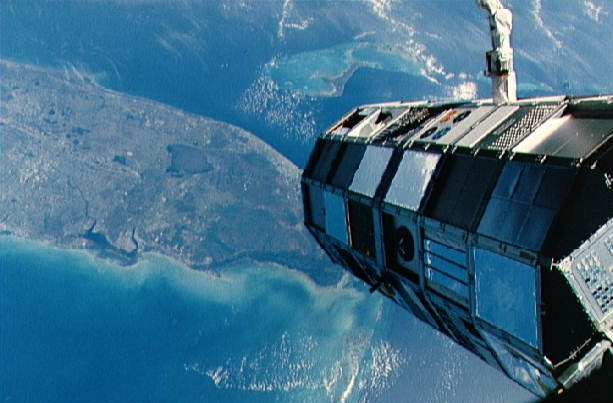
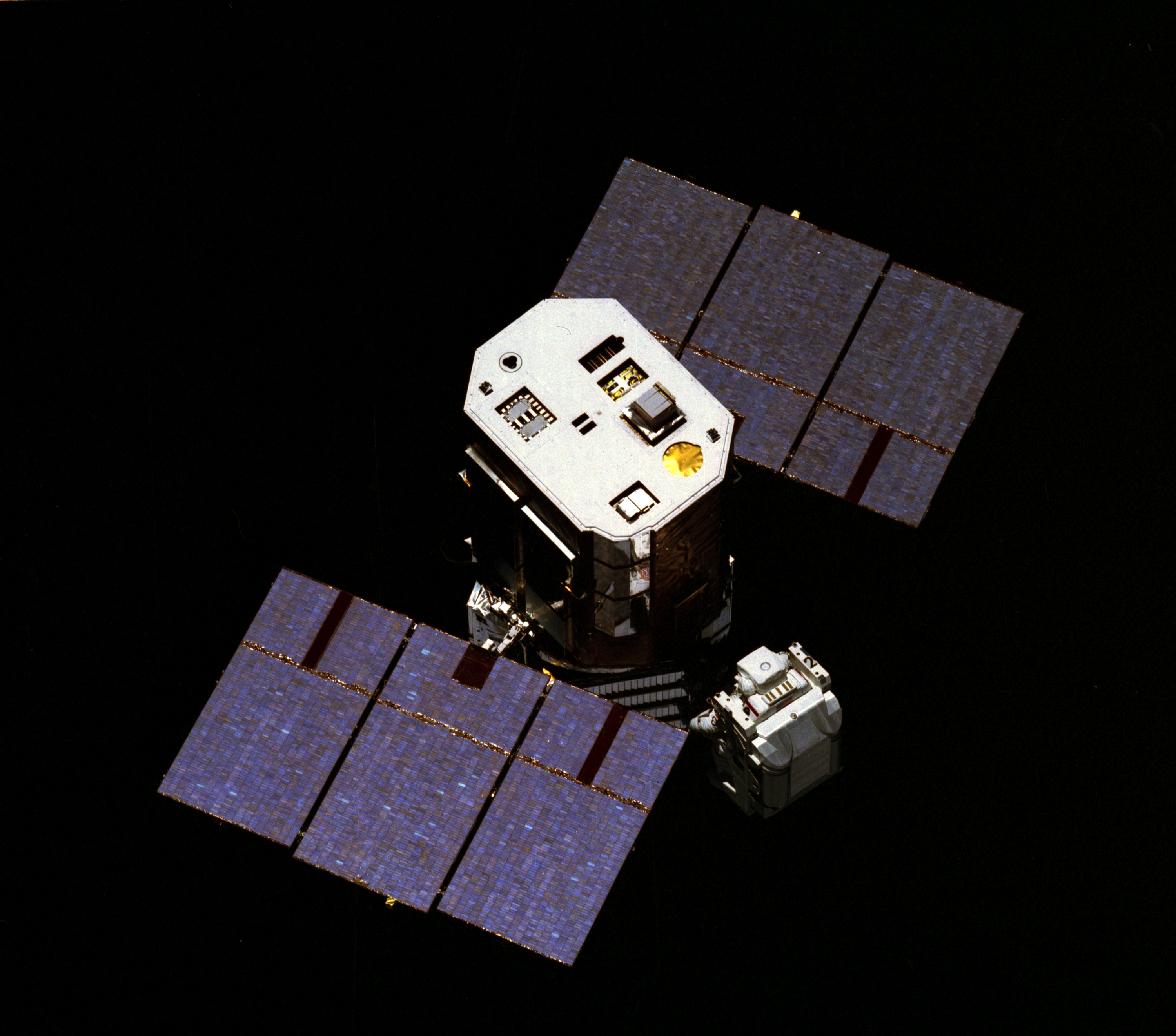
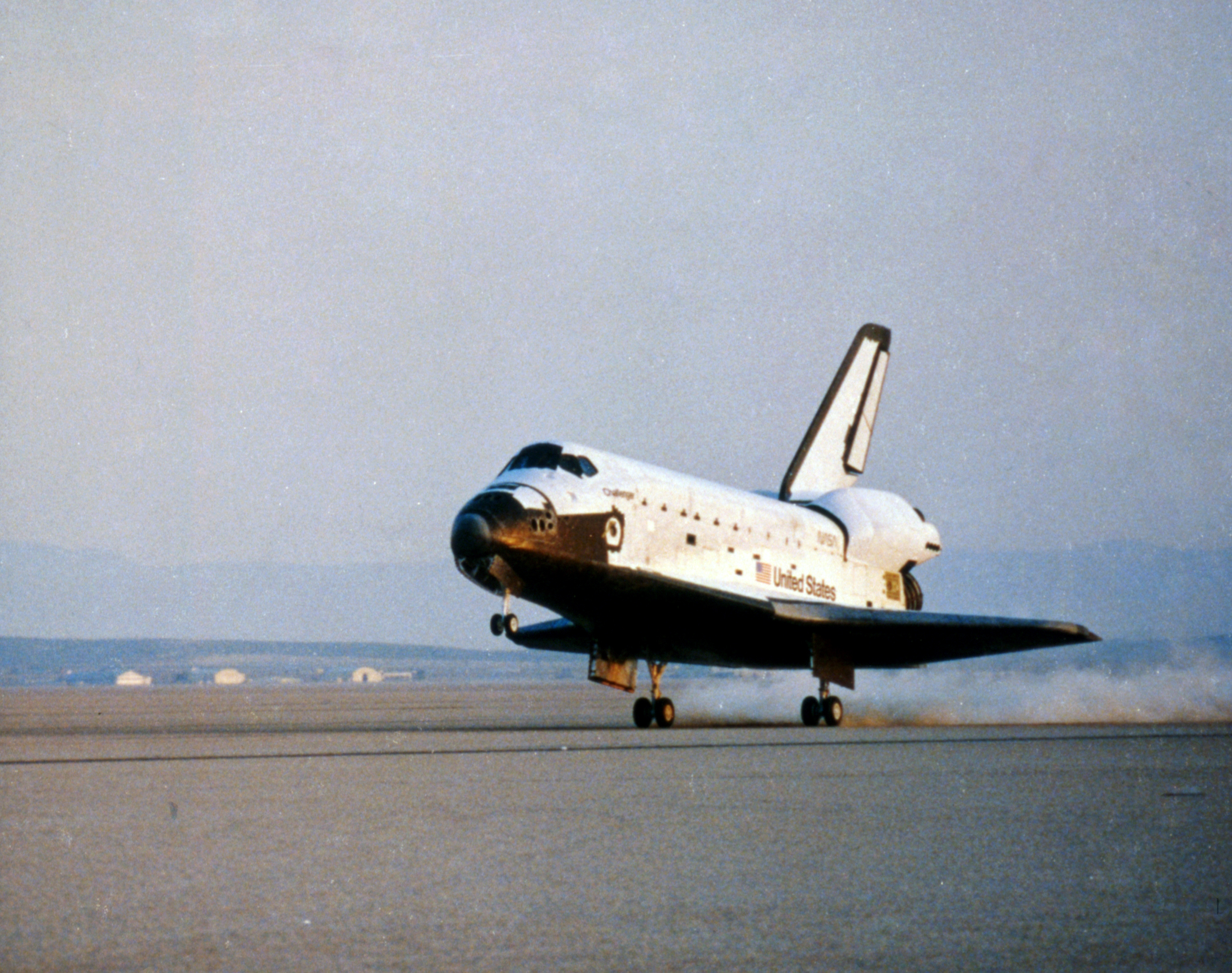